# Лесли, Киара
Киара Лесли (англ. Kiara Leslie; род. 6 декабря 1995, Холли-Спрингс, шт. Северная Каролина, США) — американская профессиональная баскетболистка, которая выступает в Женской национальной баскетбольной ассоциации (ВНБА) за команду «Вашингтон Мистикс», которой и была выбрана на драфте ВНБА 2019 года в первом раунде под десятым номером. Играет на позиции атакующего защитника.

## Ранние годы
Киара родилась 6 декабря 1995 года в городке Холли-Спрингс (округ Уэйк, штат Северная Каролина) в семье Кэлвина и Лизы Лесли, у неё есть четыре брата, Майкл, Джанмар, Кевин и Си Джей, а училась там же в одноимённой средней школе, в которой выступала за местную баскетбольную команду.